# 萨列戈
萨列戈，是西班牙阿斯图里亚斯的一个市镇。总面积26平方公里，总人口1372人（2001年），人口密度53人/平方公里。